# Палац князів Святополк-Мирських у Люботині
Палац князів Святополк-Мирських — будівля з елементами класицизму, романського і готичного стилів. Частина палацо-паркового комплексу. Основне будівництво тривало з 1820-х по 1870-ті рр.
Садиба князів Святополк-Мирських в селі Гиївка (зараз є частина міста Люботин) закладена в 1802 році. Перша споруда збудована в 1815—1820 роках, а на її основі в 1840-х роках був розбудований палац. У 1881 р. палац придбав генерал-губернатор Харківської губернії, князь Дмитро Іванович Святополк-Мирський, герой Кримської війни. Після 1917 року садиба була націоналізована, у ній розмістили дитячий будинок, потім інтернат. Зараз будівля напівзруйнована.

## Історія

### 1660—1802 роки
Григорій Єрофійович Донець за вісім років, починаючи з 1660 року, зробив стрімку кар'єру  у Харківському слобідському козачому полку від вибраного козака до першого підтвердженого царською грамотою полковника. У період 1670 — 1680 рр. в реєстрі майна Григорія Донця в тому числі з'являються села Нова Водолага, Рокитне, Березівка, Коротич, Жихор, Буди і Гиївка. Так у селища Гиївка на березі Мерефи під Люботином з'явився перший офіційний господар.
Після відставки харківського полковника і прийняття постригу у заснованому ним же Курязькому монастирі в 1690 р., основна частина родинного спадку разом з військовим званням перейшла до його сина Федіра Григоровича Донець-Захаржевського, який відписує Гиївку і Буди своїй донці - Параскеві, у якості посагу.
Параскева Федорівна на довгі роки стане незмінною власницею Гиївського маєтку, спочатку як дружина князя Якова Миколайовича Кропоткіна, а після нетривалого вдовування, з середини 1740-х — як дружина Спичинського, за участі і активної підтримки якого їх земельні володіння під Харковом в 1765 році перевищили вісім тисяч гектарів (жителі люботинської слободи скаржилися на агресивний захват земельних наділів подружжям Спичинських).
Спадкоємцями садиби Донець-Захаржевських після смерті Параскеви наприкінці 1770-х стали поміщики Тетяна Яківна (дочка Параскеви від першого чоловіка князя Кропоткіна) та її чоловік Петро Андрійович Щербініни. Станом на 1785 рік, всі 893 місцевих селянина вже офіційно вважалися кріпаками землевласника. За описом від того ж року у власності родини були села: Березівка, Яковлівка, Дятлівка, Гиївка, Коротич і Ржавці, загальна площа земельних володінь - п'ятнадцять тисяч гектарів.

### 1802—1821 роки
Майор Чернігівського полку Йона Миколайович Познанський (1762—1833) викупає маєток Гиївка Харківського повіту у сина Щербініних - прапорщика Миколи Петровича 9 квітня 1802 року. Згідно купчої, землеволодіння було продане разом з дерев'яним панським будинком, тому, скоріше за все зведенням першого палацу займався хтось з нащадків Григорія Донця. Сам І. М. Познанський був вихователем Василя Григоровича Масловича (1793—1841), українського  письменника, літературознавця, журналіста, видавця, одного з найбагатших поміщиків Харківського повіту.
Маслович жив в будинку Познанського в Харкові та за його кошти виховувався в приватному пансіоні Харківської гімназії (закінчив в 1810 р). Вищу освіту здобув у Харківському університеті, а в 1816 р склав іспит на ступінь доктора витончених мистецтв. На честь захисту докторського ступеню І. М. Познанський дарує своєму вихованцю власний будинок у Харкові, який згодом перетворився в літературний салон. У 1817—1820 рр. жив у Петербурзі, служив у міністерстві фінансів колезькі асесори, був головним комісіонером з доставки корабельних лісів. Службу довелося покинути через важку хворобу.
Пізніше у Харкові В. Г. Маслович здобуває чин надвірного радника (1821 г.), нагороджений орденом Святої Анни III ступеня (1826 г.), проте конкретне місце його служби в Харкові поки невідомо. І. М. Познанський був бездітний і, хоча мав рідного брата штабс-ротмістра Гната Познанського та рідну сестру Марфу Свинцову, зрештою свій статок заповідає (4 липня 1821 р) своєму вихованцю - В. Г. Масловичу.

### 1821—1875 роки
Маєток був великим, але доходів приносив небагато. На теририторії розташовувався дерев'яний панський будинок, 4 млини на річці Мерефі, гуральня (5 котлів, у рік 2000 відер вина), млин на річці Московці і ще 5 винокурних заводів, що здавалися в оренду. І. М. Познанський почав будівництво кам'яного палацу, згодом розширеного В. Г. Масловичем. Сам І. М. Познанський в Гиївці не жив, особливо після 1820 року, коли почалося будівництво кам'яного палацу та кам'яної церкви, він проживав у свого вихованця. Все рухоме майно І. М. Познанського зберігалося при ньому і становило не менше 1 млн. рублів. У Харківському будинку В. Г. Масловича він зберігав безліч срібного посуду, влаштував багате оздоблення кімнат, закупив дорогі картини, багато виробів з бронзи і порцеляни, дорогі меблі, діаманти, цінні папери, величезна кількість коштовного одягу. За допомогою В. Г. Масловича створив найбільшу в Харківській губернії бібліотеку, у якій зберігались також і стародавні рукописи. У стайнях мав два десятка породних коней, у каретних сараях екіпажі кращих європейських майстрів. Не менш цінні речі знаходилися і в старому дерев'яному будинку в Гіївці. Після смерті І. М. Познанського, його рідний брат і племінник не змирилися з втратою значних статків свого родича. Після двох років судових процесів заповіт все ж таки набув чинності (1836 р).
Спадкоємець В. Г. Масловича, губернський секретар Микола Васильович Маслович значно покращив та розбудував садибу в Гиївці, особливо багато уваги приділяв створенню паркового ансамблю. Палац також добудовувався. Чималу роль у долі маєтку зіграла дружина Масловича - Віра Петрівна - дочка надвірного радника Петра Савича Ольховського, власника палацового паркового ансамблю в Шарівці Богодухівського повіту.

### 1875—1917 роки

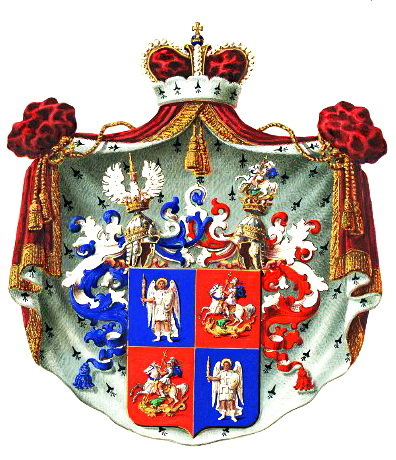
Родовий герб Святополк-Мирських

У 1875 році генерал-лейтенант Вітковський розшукував маєток в Харківській губернії для відпочинку Великого Князя Миколи Костянтиновича. Серед п'яти маєтків Харківського повіту, що підходили для цієї мети на першому місці стояв маєток Н. В. Масловича Гиївка.
|  | ... село Гиївка, з усіх боків оточене гаєм, а з четвертого боку село і великий ставок з хорошою водою, місце високе і здорове ... |

Але все ж Н. В. Маслович був змушений продати маєток через брак коштів для підтримки палацу. У 1881 році маєток придбав генерал-губернатор князь Дмитро Іванович Святополк-Мирський, а Масловичі переїхали до Харкова.
У 1881—1882 роках Д. І. Святополк-Мирський виконував обов'язки командувача військами Харківського військового округу і тимчасового Харківського генерал-губернатора. В 1882 році він подає у відставку. В березні 1884 року у листі до свого товариша по службі Л. М. Толстому Дмитро Іванович написав наступне:
|  | Ось скоро два роки, що я відмовився від посадової державної служби, не стільки заради моїх переконань, скільки по знанню їх хиткості. Не можна рухатися, а тим більше направляти інших, не знаючи, куди і навіщо. Ось чому я зупинився і зажив в селі. |

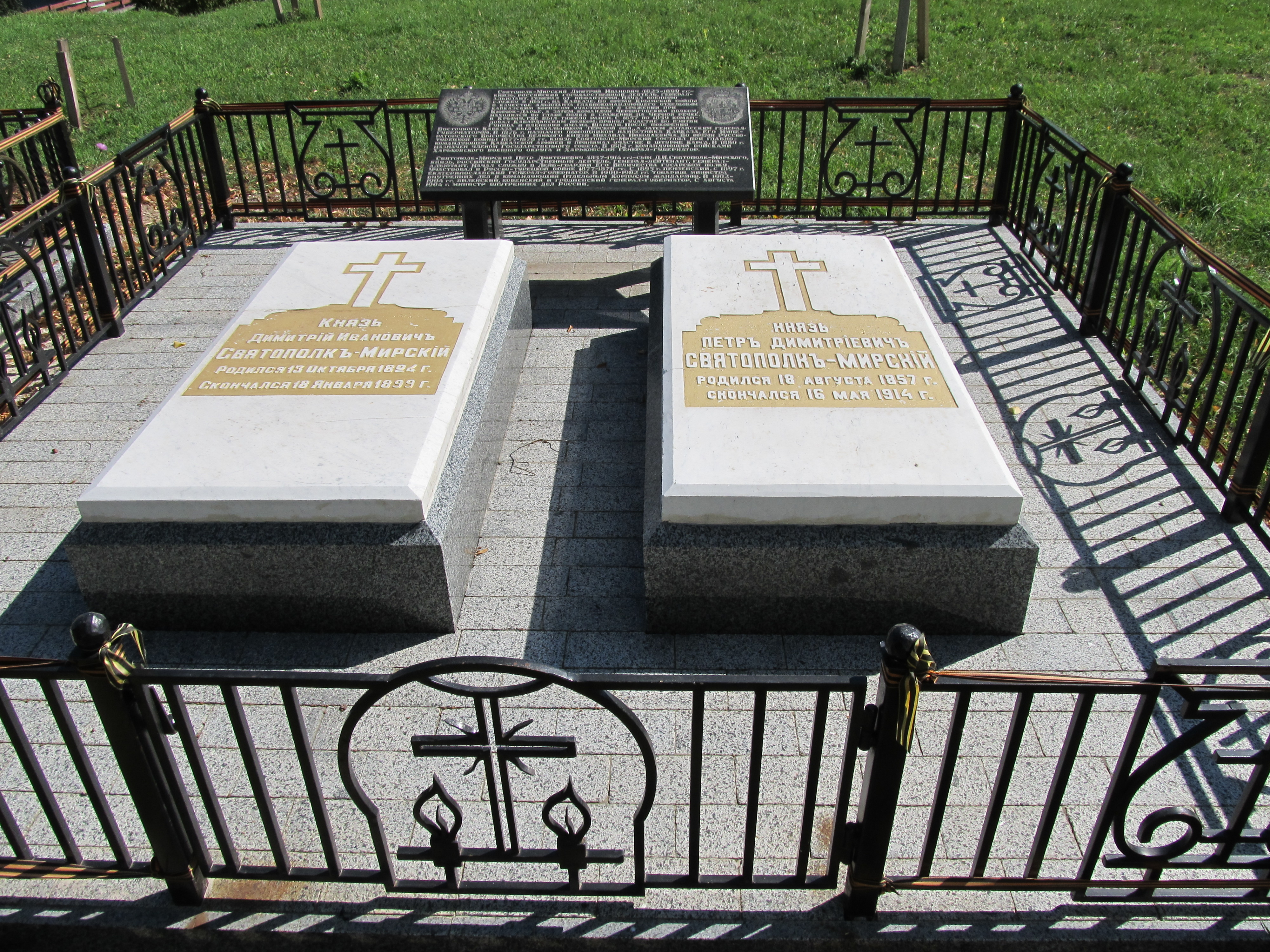
Могили князів Святополк-Мирських в Гиївці

Його син, Петро Дмитрович Святополк-Мирський — предводитель дворянства Харківської губернії, начальник жандармського корпусу, у серпні 1904 року — січні 1905 року — міністр внутрішніх справ Росії побудував у Гиївці школу, лікарню і аптеку.

### 1917 рік— дотепер
Після жовтневого перевороту 1917 року, палац був націоналізований та переданий в користування першій в районі школі-інтернату.
Всі подальші перебудови гиївського комплексу велися вже без урахування його історико-культурної цінності, а лише з міркувань господарської доцільності. В 1929—1930 роках, споруду капітально перебудували, щоб організувати пральню, майстерні, душові, підсобне господарство. В той самий час замість печей, що опалювали маєток, встановили центральне опалення. Через п'ять років, після пожежі перебудовано крило контори.
Після Другої світової війни, будівлю терміново відновили (не реставрували) в 1946 році. Планування — коридорне, з одно- та двосторонніми розміщеннями житлових кімнат. Під західним корпусом — підвал зі склепінчастим дахом.

Після 1995-ого, коли інтернат переїхав на Солодівку, палац почав руйнуватися. Будинок садибної контори, що служив місцевим клубом гиївським жителям, простояв неушкодженим до 2006 року, коли пожежа вщент знищила його.

Сучасний стан палацу
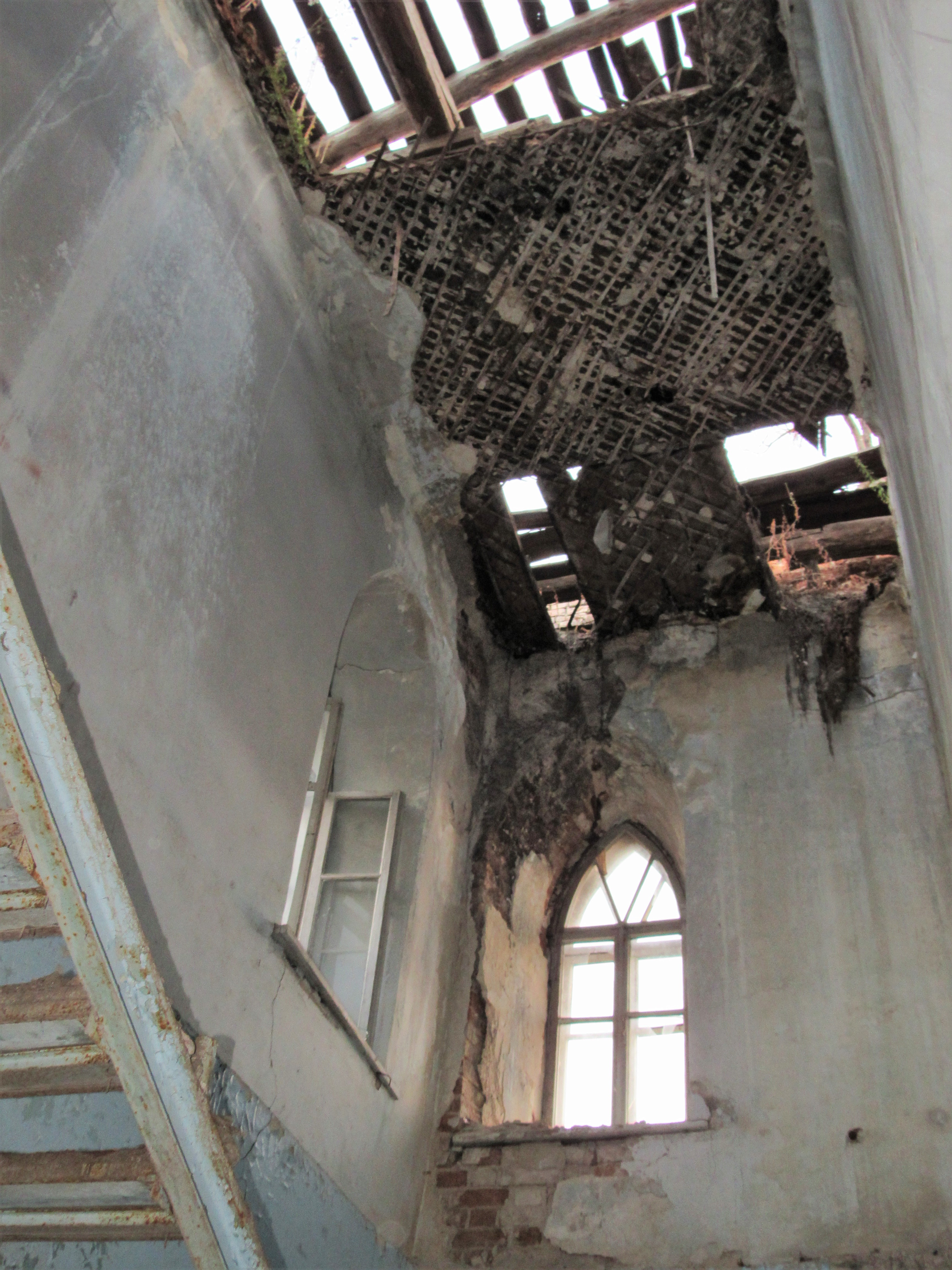
Стеля над сходами
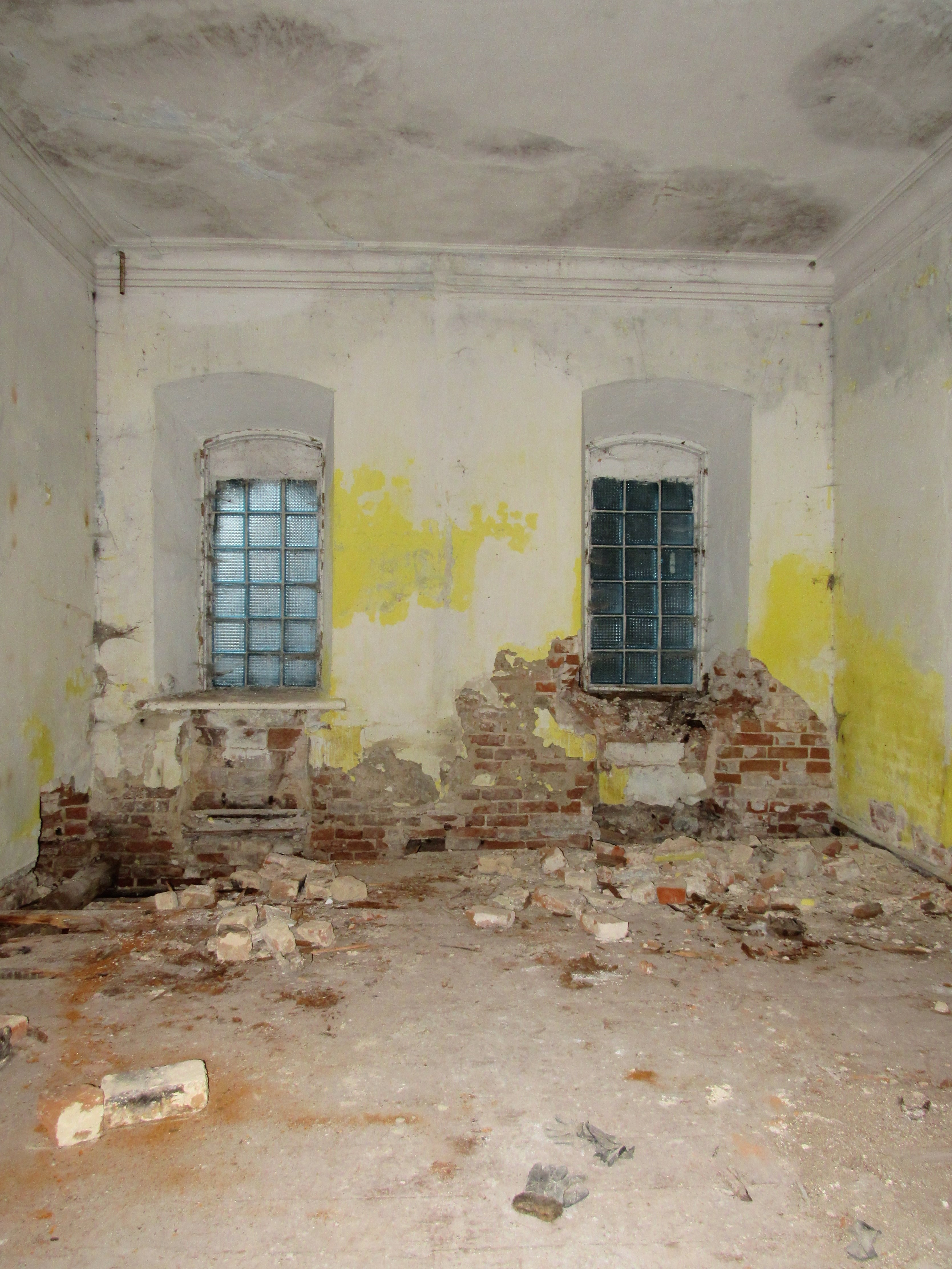
Одна з кімнат
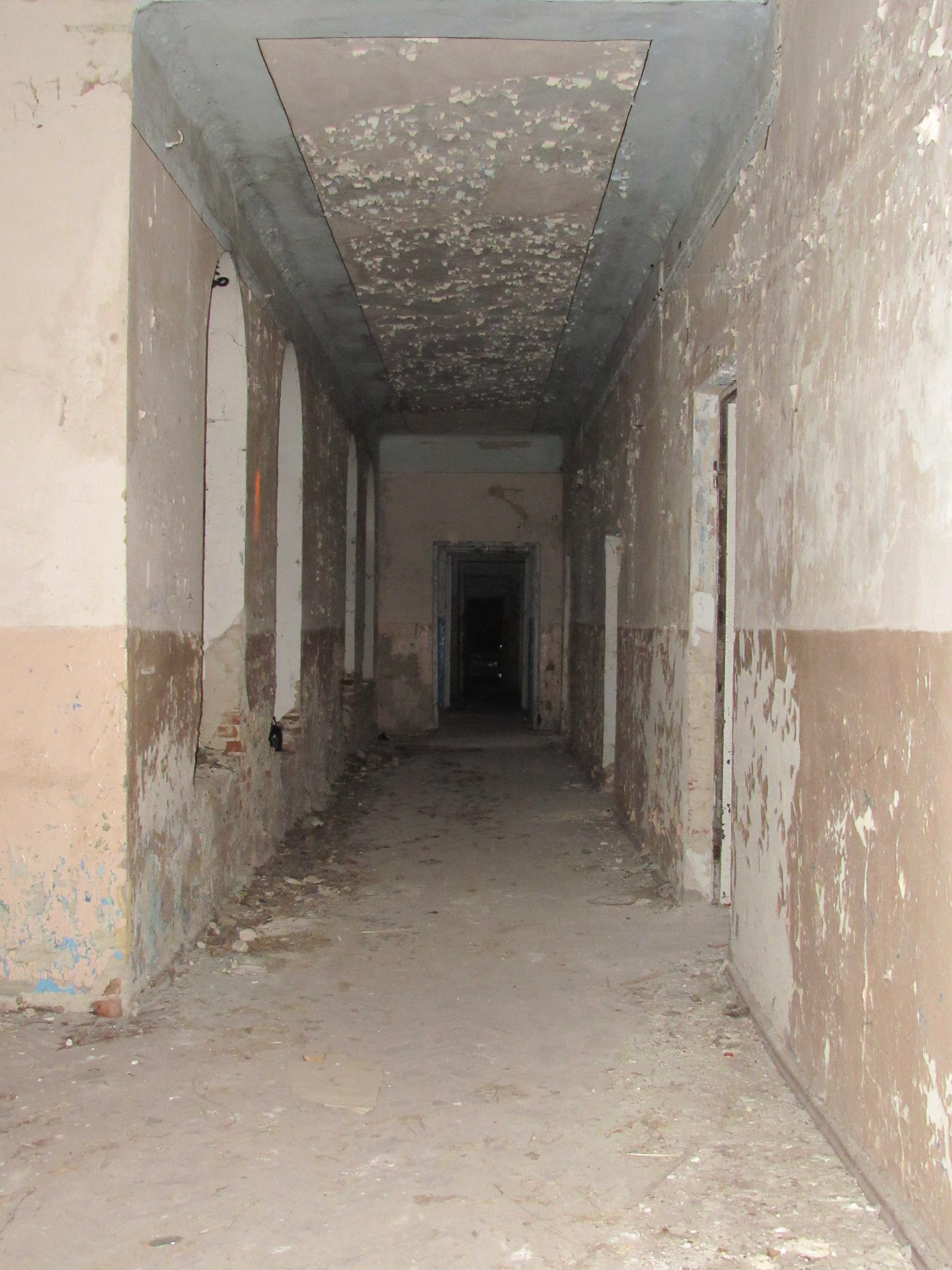
Центральний коридор
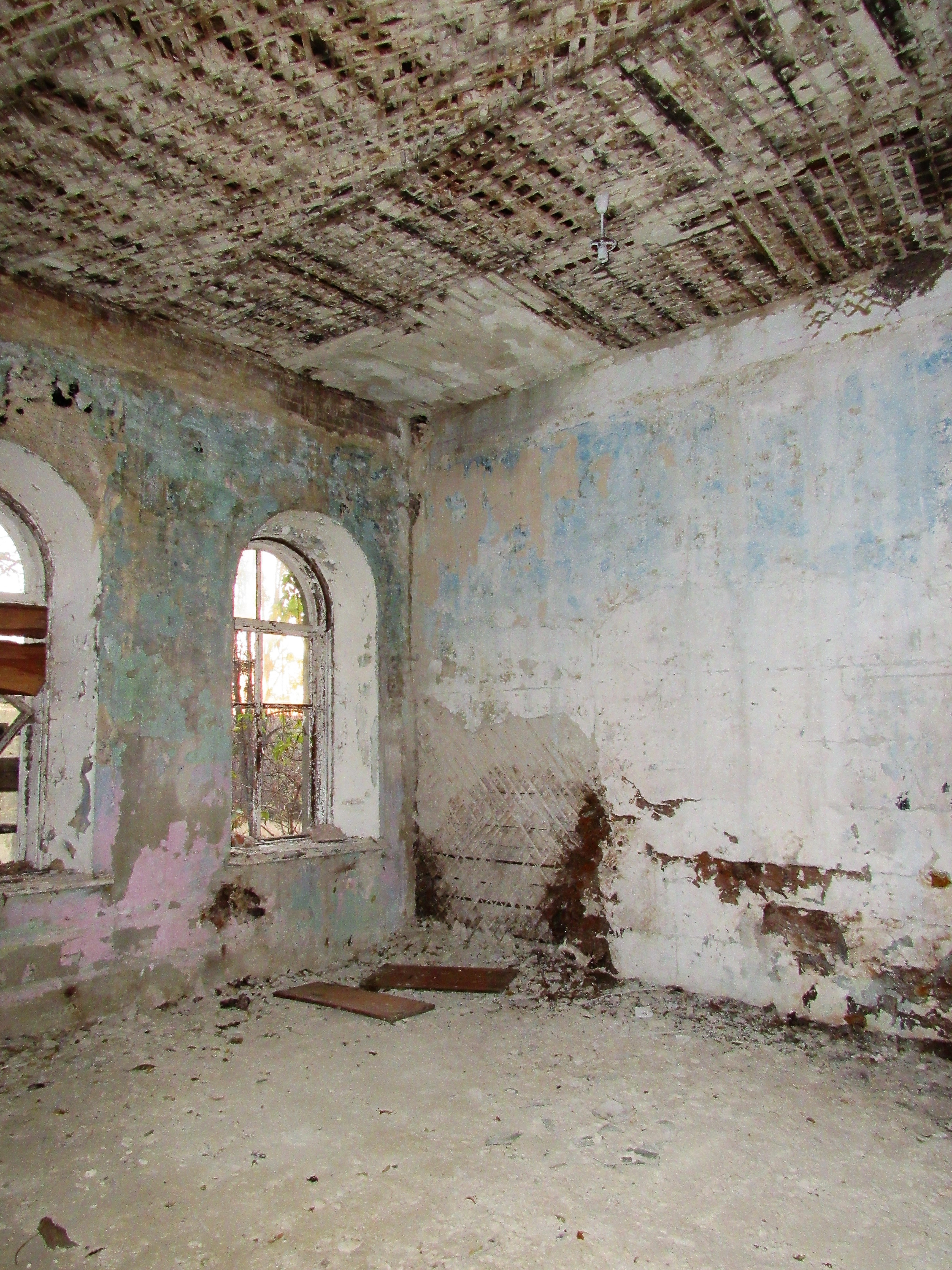
Один з залів
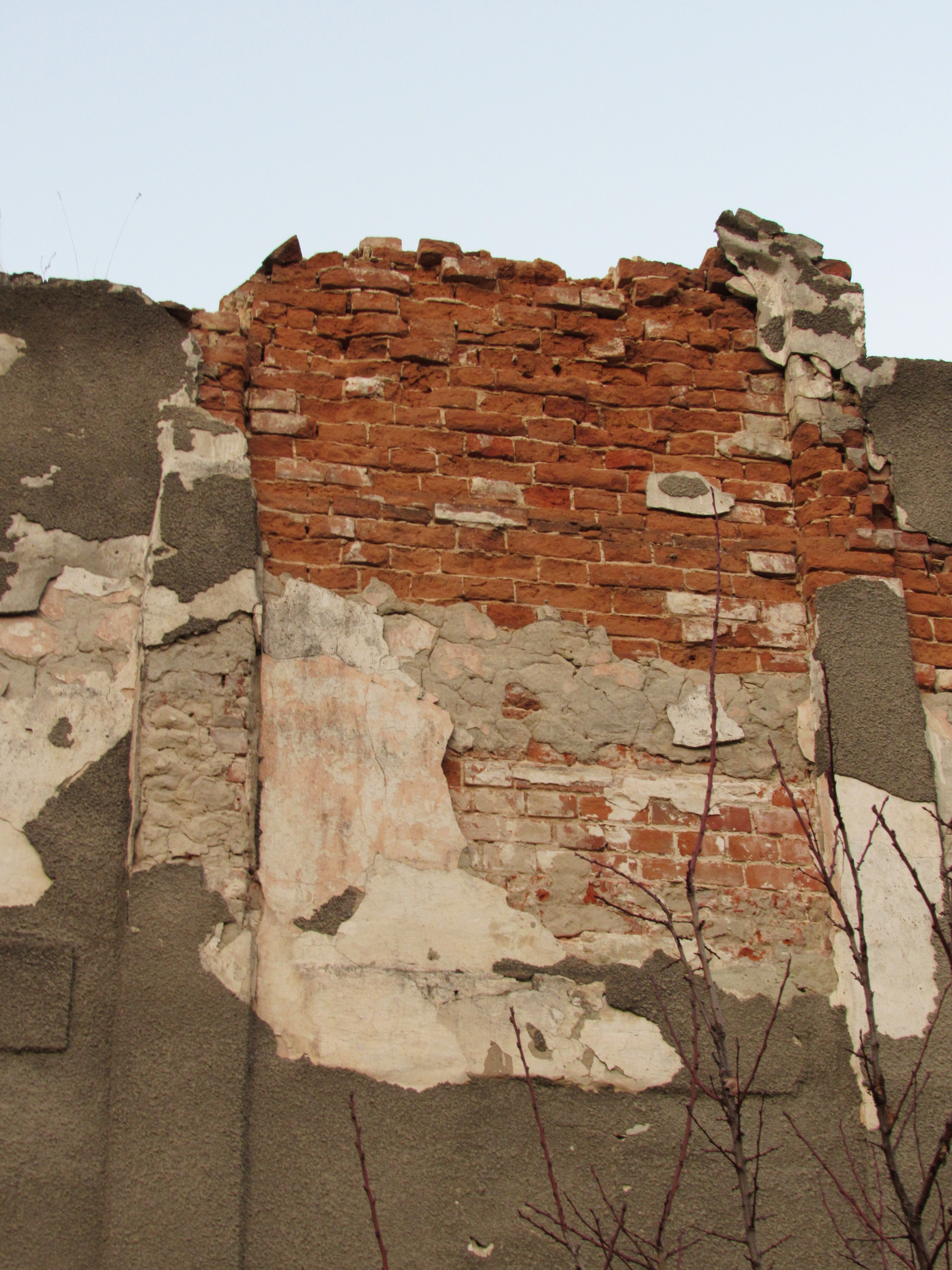
Руйнування фасаду

## Опис комплексу

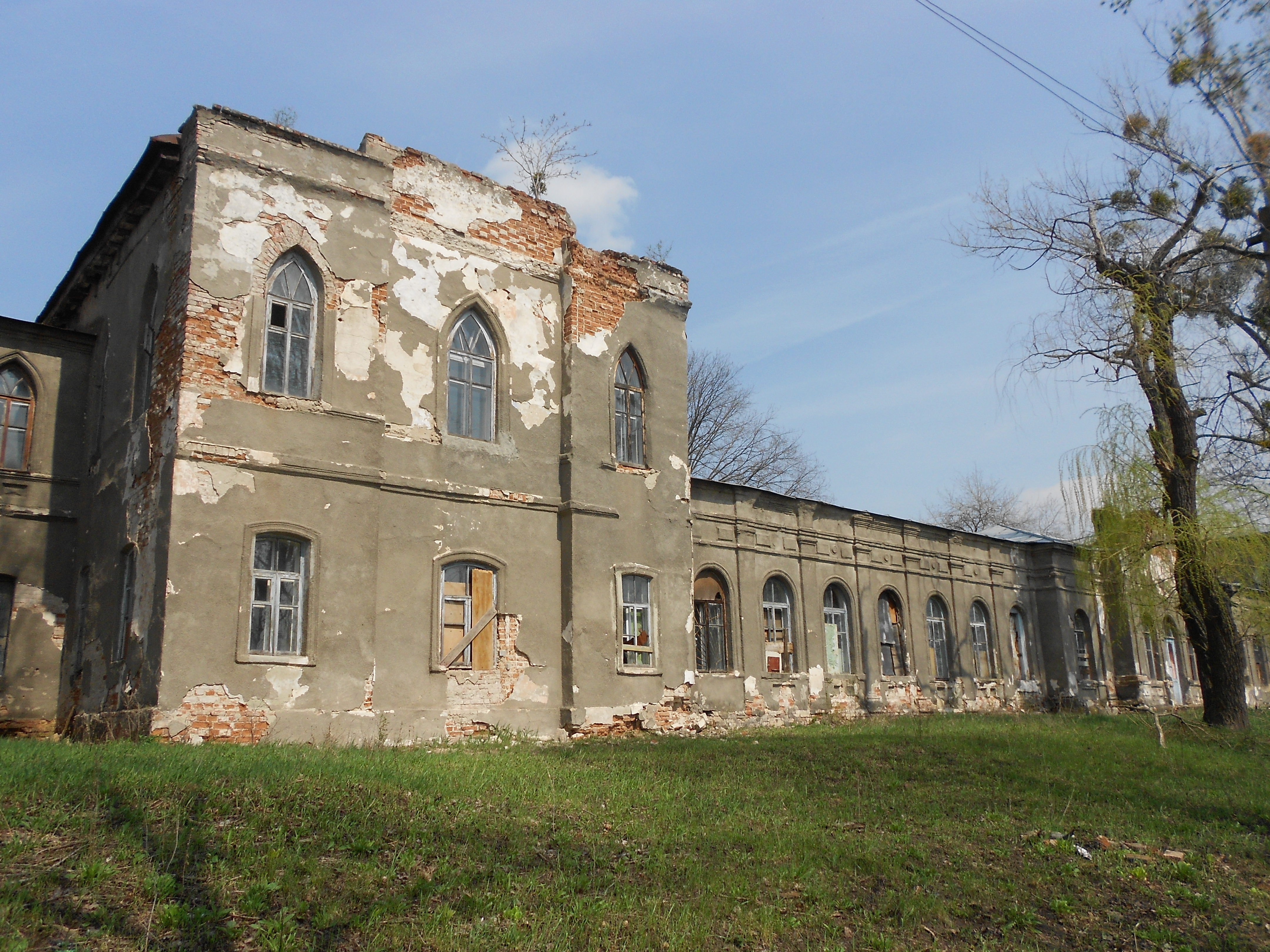
Палац

В середині 1810-х був розроблений проект кам'яного комплексу, що складався з палацу, будинку контори та Миколаївської церкви на обох берегах Гиївського ставка. Самі ж будівельні роботи розтягнулися на довгих п'ять років. Саме за Масловичів садиба отримала свій закінчений силует: в 1820 р. закінчено палац та ротонду контори, через тринадцять років остаточно перебудований храм, які пов'язав між собою дерев'яний міст через став; через два десятиліття після офіційного відкриття палац було реконструйовано, а в середині XIX століття величезний ландшафтний парк надав маєтку закінчених рис, хоча модернізація його зовнішнього вигляду буде тривати ще півстоліття (прибудова крил-флігелів до палацу і контори в 1870-х).
Основні складові садиби — палац, ротонда, ставок і церква — розташовані на єдиній осі. Паралельно їм простягалися липові алеї, що спускаються до ставка, через який був перекинутий легкий дерев'яний місток. По ньому можна було дійти прямо від палацу до церкви, що знаходилась на іншому березі.
Дім подовжених пропорцій в стилі класицизму, романського та готичного стилів, одноповерховий у центральній частині, з двоповерховими ризалітами, мав стрілчасті вікна. В садку був п'ятикімнатний флігель, побудований в 1820 році у стилі класицизму з колоннами та куполами.
Витягнутий з заходу на схід, будинок складається з двох двоповерхових корпусів, що у плані нагадують літеру «Г». Корпуси поставлені подовженими частинами паралельно один від одного на відстані 43,9 м. З'єднані частини палацу одноповерховою критою арковою галереєю з ризалітом та декоративним фронтоном в центральній частині довжиною близько сорока двох метрів. Тут колись був зимовий сад та оранжерея. В 1870 році оранжерею перебудували під портретну галерею, ще пізніше тут влаштували житлові приміщення. Під кінець XIX століття та на початку XX століття палац почав «важчати», обростати прибудовами.
Декоровими особливостями палацових крил служать коробові на першому і стрілчасті на другому поверсі віконні арки, кронштейни покрівлі, міжярусний карниз та геометричний орнамент підвіконного простору, у той час як оформлення галереї розкішніше: широкий фриз з геометричним малюнком, складнопрофільний карниз, пілястри доричного ордеру, віконні прорізи зі шропсами, парні лопатки і лиштви з перехопленням ризаліту.

### Будинок контори

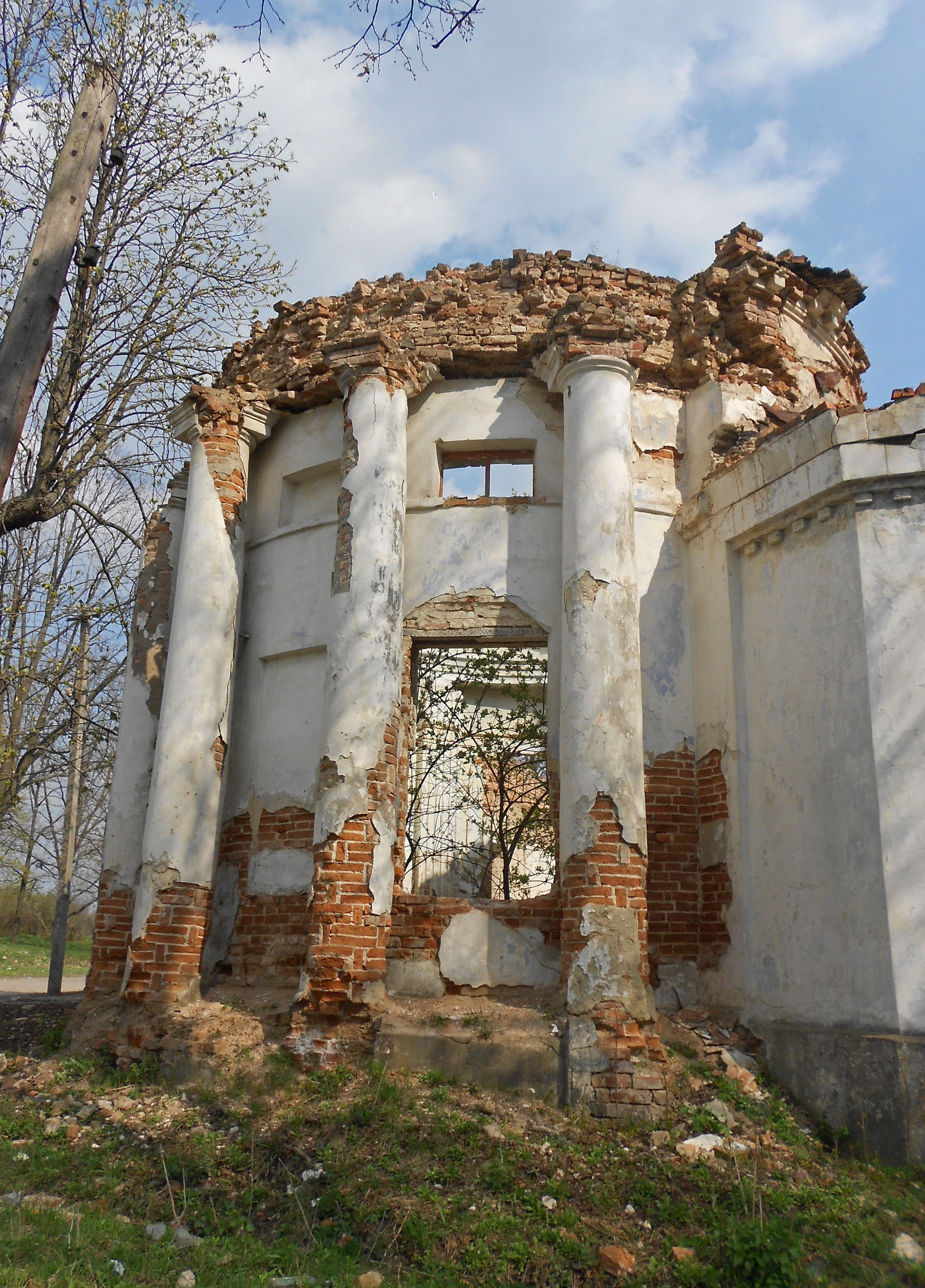
Ротонда

Будинок контори спочатку складався лише з ротонди під дерев'яною напівсферичною покрівлею діаметром шість метрів із одноярусним розміщенням вікон, фасади якої були розділені по зовнішньому периметру колонами, а по внутрішньому — пілястрами тосканського ордеру. Під час реконструкції 1870-х був добудований другий ярус віконних отворів і прибудовані два одноповерхових (північно-східний має ряд слухових вікон) крила під прямим кутом один до одного. При цьому їхні декорові рішення різні: одне вертикально поділене пілястрами, інше — гладке. Колони на фасаді — спрощений тосканський ордер. В 1935 році сталася пожежа, після якої одне з крил перебудували.

### Свято-Миколаївська церква

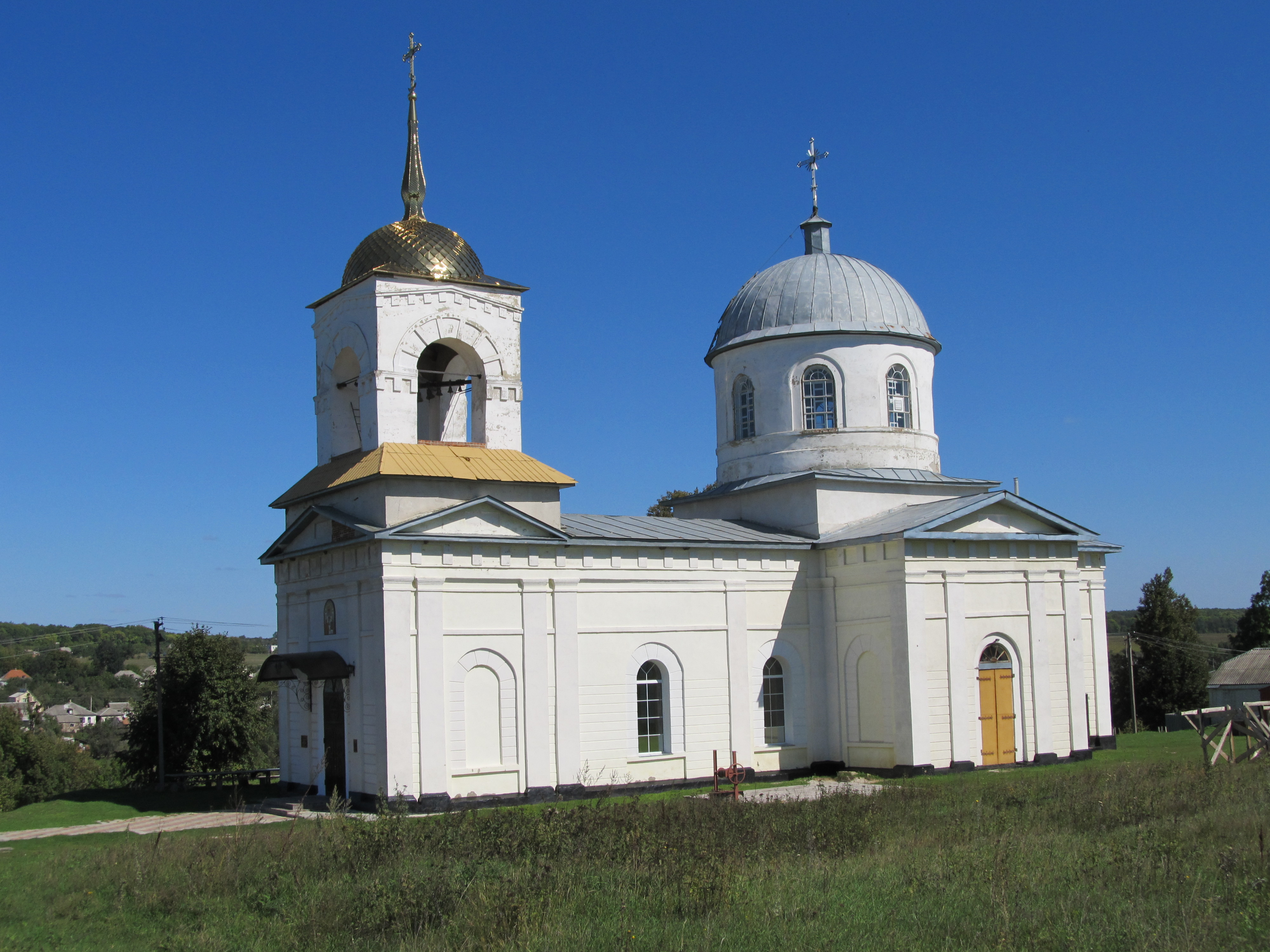
Свято-Миколаївська церква

Храм знаходиться на протилежному березі великого ставка на річці Мерефа.
У 1770 році побудовано перший дерев'яний Миколаївський храм на березі ставка. Це було пов'язано зі зміною власників садиби: хоча церква будувалася силами місцевих жителів, але земельну ділянку на березі мальовничого ставка виділили все ж поміщики.
У жовтні 1833 року була розпочата перебудова Миколаївського храму в Гиївці. Архітектори і В. Г. Маслович оглянули кам'яну церкву, побудовану за проектом, затвердженим у 1820 році. З'ясувалося, що споруду побудовано ненадійно, особливо вразливим місцем виявився фундамент, було вирішено церкву - розібрати і перебудувати за правилами, але зі збереженням фасаду. Церкву розбирали повільно — у В. Г. Масловича не вистачало коштів. На липень 1834 р розібрали тільки дах у храмі і дзвіниці, а тим часом дерев'яна церква поряд майже зруйнувалася. Постало питання про її закриття. Тривалий судовий процес за спадок з Гнатом Познанським і його сином Юрієм перешкоджав вкладенню коштів в будівництво церкви. В 1838 році нарешті було розпочато будівництво кам'яної церкви, а закінчено - вже після смерті В. Г. Масловича його дружиною Надією Дмитрівною у 1843 році. На завершення будівництва храму і палацу в Гиївці В. Г. Масловичу довелося займати 12 900 руб. сріблом 
Після революції Миколаївська церква закрита протягом 1920-х, а її приміщення пристосували під сільськогосподарський склад. Під час Другої світової війни, церква була військовим опорним пунктом німецьких військ (1941—1943), в наслідок бойових отримала численні пошкодження стін та дзвіниці. У повоєнні роки, будова храму часом пустувала, а часом знову використовувалася під складські потреби. В 1995 році була офіційно зареєстрована Свято-Миколаївська громада Люботина і почалося поступове відновлення церкви.
За задумом архітекторів церква розташована по центральній осі до палацу, що візуально підкреслює липова алея старого парку, котра з'єднує два головних архітектурних акценти садиби.
Домінуючий стиль класицизму прослідковується в кожній рисі церкви: аркових отворах, жовгому шпилі, здвоєних пілястрах доричного ордера, французькому русті, що доходить до середини горизонтального обсягу, широкому фриз з тригліфами, профільованих карнизах, трикутних фронтонах, високому світловому круглому в плані барабані купола, широких рустованих лиштвах. Велика кількість архітектурних елементів анітрохи не перевантажує відносно скромний розмір споруди.
За задумом архітектора чи згідно технологічних вимог - вівтарна частина розділена стіною на дві половини, а купол спирається на арки.

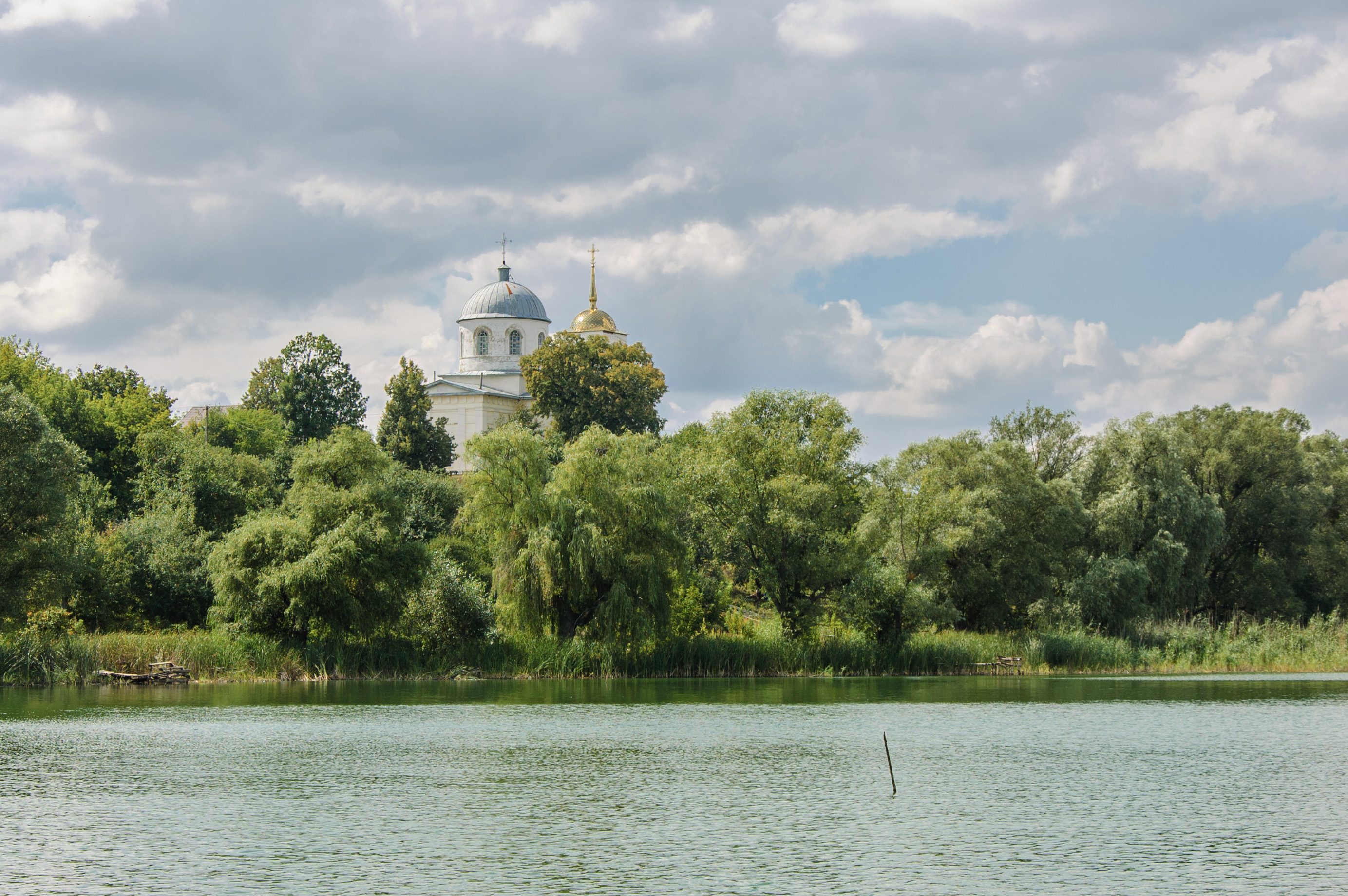
Вигляд на Свято-Миколаївську церкву

Біля храму збереглися надгробки князів Святополк-Мирських і місцевих священників.

### Ландшафтний парк
В північній частині маєтку заклали ландшафтний парк. Він створювався протягом всього XIX століття на базі існуючої дубрави. Парк — пейзажного типу. Композиційна схема складається за принципом ефективного виділення і підкреслення поодиноких дерев і окремих груп, створення галявин. Планування виконане з максимальним використанням особливостей рельєфу місцевості і відмічається глибоко продуманим взаємозв'язком всіх елементів паркового пейзажу — зелених насаджень, галявин і водойм. Площа парку — 26 га.
На поточний момент основне збережене багатство флори парку складають групи і поодинокі представники дубів, лип, каштанів, ясенів, тополів звичайних і сріблястих, верб білих, кленів канадських і звичайних, яблунь, акацій білих, софори японської. Дерева, плавно оминаючи палацовий комплекс, каскадом збігають до берега Гиївського ставу на річці Мерефа.